# Карл I де Гиз
Карл (Шарль) I де Гиз (2 августа 1571, Жуанвиль, Шампань — 30 сентября 1640, Куна, Италия) — 4-й герцог де Гиз (1588—1640), пэр Франции, сын главы Католической лиги Генриха I де Гиза, прозванного Меченым, и Екатерины Клевской.

## Биография
В 1588 году после убийства в Блуа королём Генрихом III Генриха I Меченого семнадцатилетний Карл стал герцогом де Гизом и формальным главой Дома. Но реальная власть перешла к его дяде Карлу, герцогу Майеннскому.
В 1596 году, после поражения Майенна и воцарения Генриха IV, Карл де Гиз попал в фавор к новому королю и стал губернатором Прованса.
После убийства Генриха IV (1610 год) Карл де Гиз стал сторонником его супруги Марии и через некоторое время вместе с ней и её сторонниками попал в опалу к новому королю Людовику XIII и кардиналу-министру Ришельё.
Со временем Гизу удалось восстановить отношения с королевским двором, но постоянное участие в заговорах в конце концов вынудило его отправиться в изгнание в Италию. Там он и умер. Титул герцога де Гиз перешёл из-за ранней смерти двух сыновей Карла к самому младшему — Генриху, архиепископу Реймскому.

## Брак и дети
Жена: 6 января 1611 года Карл сочетался браком с Генриеттой Екатериной (13 января 1585 — февраль 1656), герцогиней де Жуайез, вдовой Генриха де Бурбона, герцога Монпансье, от которого у неё была дочь Мария де Бурбон-Монпансье, сочетавшаяся в 1626 году браком с Гастоном Орлеанским, братом Людовика XIII, и ставшая матерью «великой мадемуазели». От этого брака родились десять детей:
1. Франсуа (3 апреля 1612 — 7 декабря 1639, Флоренция), принц де Жуанвиль.
2. близнецы (1613—1613).
3. Генрих II де Гиз (4 апреля 1614, Париж — 2 июня 1664, Париж), архиепископ Реймса (1629—1640), герцог де Гиз (1640—1664).
4. Шарль-Луи (15 июля 1618—1641 или 15 марта 1637, Флоренция), герцог де Жуайез.
5. Франсуаза (1627—1682), аббатиса собора святого Пьера в Реймсе.
6. Луи (11 января 1622 — 24 сентября 1654), герцог де Жуайез и Ангулемский, Великий камергер Франции.
7. Роже (21 марта 1624 — 6 сентября 1653, Камбре), рыцарь Мальтийского ордена святого Иоанна в Иерусалиме.
8. Мария (15 августа 1615 — 3 марта 1688), герцогиня де Гиз и де Жуайез, принцесса де Жуанвиль.
9. Франсуаза-Рене (10 января 1621 — 4 декабря 1682, Монмартр), аббатиса Монмартра.
10. дочь.